# John Waight
John Waight (ur. 2 listopada 1945) – belizeński strzelec, olimpijczyk. 
Brał udział w letnich igrzyskach olimpijskich w 1976 (Montreal). Startował w jednej konkurencji, w której zajął ostatnie, 47. miejsce.

## Wyniki olimpijskie
| Igrzyska | Konkurencja            | Wynik                           | Miejsce | Źródło |
| -------- | ---------------------- | ------------------------------- | ------- | ------ |
| IO 1976  | Pistolet dowolny, 50 m | 419 punktów (70-71-74-69-74-61) | 47      | [ 1 ]  |